# Okolnica (botanika)

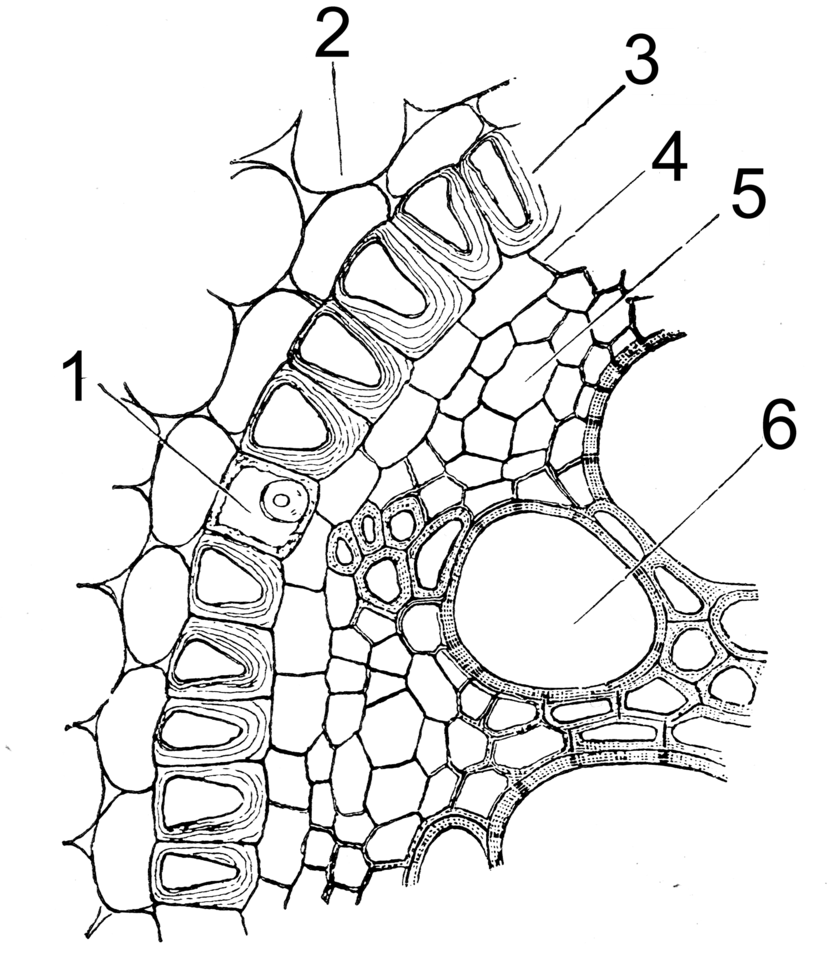
Okolnica [4] na przekroju kłącza kosaćca. Inne elementy budowy: 1 – komórka przepustowa endodermy, 2 – miękisz kory pierwotnej, 3 – komórki U-kształtne endodermy, 5 – łyko, 6 – drewno

Okolnica (perycykl, perykambium) – warstwa komórek parenchymatycznych na obwodzie walca osiowego w korzeniu i łodydze, które wykazują zdolność przekształcania się w komórki merystematyczne.

## Budowa i funkcje
Korzeń
Perycykl w korzeniu paprotników i nagonasiennych zwykle zbudowany jest z kilku warstw komórek, natomiast u okrytonasiennych jest jednowarstwowy. 
U nagonasiennych i okrytonasiennych w korzeniu perycykl wytwarza merystem, z którego powstają korzenie boczne, fellogen, odcinki kambium oraz pączki przybyszowe.
Powstawanie korzeni bocznych z perycyklu odbywa się w strefie różnicowania się budowy pierwotnej. W pewnym miejscu perycyklu rozpoczynają się intensywne podziały mitotyczne, a powstające komórki tworzą merystem wierzchołkowy korzenia. Jeśli perycykl jest kilkuwarstwowy, podziały rozpoczynają się w warstwie zewnętrznej. Dalsze podziały w tym merystemie powodują wzrost zawiązka korzenia i jego przeciskanie się przez korę pierwotną na zewnątrz.
U paprotników perycykl wcześnie różnicuje się w miękisz, tracąc właściwości twórcze, a korzenie boczne powstają zwykle z endodermy, chociaż np. u skrzypów – komórka inicjalna korzenia bocznego wyróżnicowuje się pod endodermą, w warstwie odpowiadającej perycyklowi.
W momencie wchodzenia korzenia w fazę budowy wtórnej, zewnętrzne komórki perycyklu ulegają korkowaceniu i tworzą zaczątek korka. Z wewnętrznej części perycyklu wyodrębnia się fellogen, który dzieląc się dodaje kolejne komórki korka oraz fellodermy.
Łodyga
W łodydze u roślin nasiennych i paprotników (np. u długoszowatych) z perycyklu powstają korzenie przybyszowe. U wielu gatunków z perycyklu wykształca się szeroki pokład sklerenchymy perycyklowej (np. dynia, kokornak).